# 김학제
김학제(1957년 9월 13일~ )는 대한민국의 조각가이다. 홍익대학교 조각과 및 대학원을 졸업했다.1989년 《서울현대조각공모전 특선》1990년《대한민국미술대전 특선, 1991년 《대한민국미술대전 대상》을 수상했다. 1992년부터 동아대학교 조각과 교수로 젊은 작가들을 양성하였으며 2010년 3월 작품에 몰입하기 위해 교수직을 사직한 후  전 세계의 대자연에서 자연과 인류의 흔적을 통해 작품의 모티브를 찾아 내고 있다.  인간과 자연, 미래에 대한 상상력과 시적 정서를 '미래서정'이라는 주제로 조각을 비롯한 설치작품,회화,사진,영상작품까지 아티스트로서의 다양한 변모를 보여주고 있다. 
조각전공의 미술작가이면서 음악과 영화를 두루 오가는 그의 행보는 부산재즈모임(P.J.C)회장을 역임하여 부산에 재즈문화를 자리잡게 하였고,1996년 부산국제영화제가 시작될 당시 상징조형물을 디자인 제작하였으며 1회때부터 계속 세계적 영화인의 핸드프린팅을 맡고있으며 영화<연애>의 아트디렉터로도 활약한바 있다.  

## 전시

### 개인전
- 2015년 : 제11회 개인전 (Next art center,청주)
- 2011년 : 제10회 개인전 (Kunst Doc gallery,서울)
- 2011년 : 제9회 개인전 (BK 갤러리 개관전,서울)
- 그 외: 서울,부산 개인전

### 주요 단체전
- 부산비엔날레(부산시)
- 대구 강정 현대미술제(대구시)
- 울산 태화강 국제미술제(울산시)
- East bridge-plastic garden (Beizing 798 art factory,토탈미술관)
- 포항스틸아트페스티벌(포항시)
- 한국현대조각회전(제주현대미술관)
- Erotism 21c전(아트선재센터/서울)
- '나는 나의 몸이다’전(홍익대학교 현대미술관)
- 부산국제아트페어 특별전 (부산 벡스코)
- 'inner and outer space'전 (마나스 아트센터,경기도)
- '디지털미디어와 현대조각의 만남’전 (상암IT타워,서울)
- 한국현대조각회전 (청원군립 대청호미술관)
- The Robot전 (서울대학병원 대한갤러리,서울)
- 홍콩 호텔 아트페어 2011 (홍콩 하얏트 호텔,홍콩)
- KIAF 2011(COEX,서울)
- 화랑미술제 2012(COEX,서울)
- To Asia From Asia 한.일 현대미술전 (가나가와 현민홀/일본)
- 가나자와 현대조각전 (가나자와 시청/일본)
- 제1회 아시아 현대조각전 초대 (후쿠오카/일본)
- 한.일 현대조각전 (서울,후쿠오카)
- 한.중.일 3개국 교수작품 교류전 (부산,북경,다마대학)
- 부산 야외조각대전 초대
- 부산 바다미술제 초대
- 춘천MBC,울산MBC 현대조각전 초대
- 전국 환경조각대전 초대 (대전시)
- 목암미술관 개관전 초대 외 200여회 전시

### 공공 조형물
- 부산국제영화제 상징조형물(부산 BIFF광장)
- 가요황제 남인수 동상(진주 소양호)
- 안산시 조각공원(경기도 안산시) 외

## 수상
- 1991년 : 대한민국 미술대전 대상 (국립현대미술관), 《한에 대한 보고서》
- 1990년 : 대한민국 미술대전 특선 (국립현대미술관), 《무정도시》
- 1989년 : 서울 현대조각 공모전 특선 (서울신문사), 《구축력》